# Garcinia pedunculata
Garcinia pedunculata är en tvåhjärtbladig växtart som beskrevs av William Roxburgh. Garcinia pedunculata ingår i släktet Garcinia och familjen Clusiaceae. Inga underarter finns listade i Catalogue of Life.

## Bildgalleri

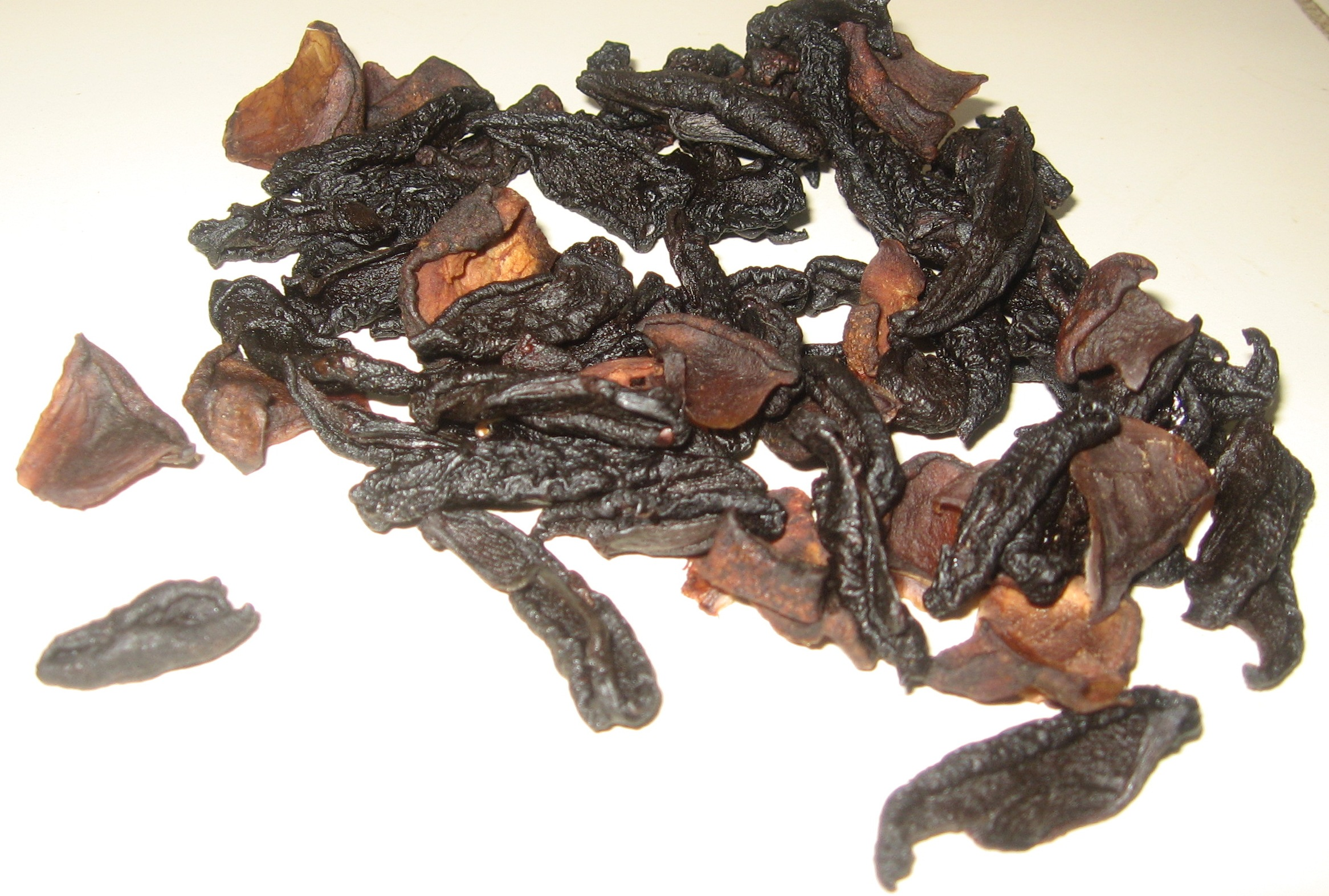